# Cryptohelcostizus
Cryptohelcostizus is een geslacht van insecten uit de orde vliesvleugeligen (Hymenoptera) en de familie Ichneumonidae.

## Soorten
- C. alamedensis (Ashmead, 1890)
- C. caudatus Townes, 1962
- C. chrysobothridis Cushman, 1940
- C. dichrous Viereck, 1921
- C. fumipennis Townes, 1962
- C. genalis Townes, 1962
- C. leiomerus Townes, 1962
- C. maculosus Townes, 1962
- C. nigricans Townes, 1962
- C. ornatus Cushman, 1940